# يان ديكسترا
يان ديكسترا هو سياسي هولندي، ولد في 14 أبريل 1910 في Lemmer ‏ في هولندا، وتوفي في 22 نوفمبر 1993 في فرانيكير في هولندا. نشط حزبياً في Christian Historical Union ‏. وقد انتخب عمدة هولندي ‏.